# Benjamin Bachler
Benjamin Bachler (* 22. April 1994 in Linz) ist ein österreichischer Fußballspieler.

## Karriere
Bachler begann seine Karriere beim SC St. Valentin. Danach ging er in die AKA Linz. 2012 wechselte er zum LASK. 2014 wechselte er zur Zweitmannschaft, die SPG FC Pasching/LASK Juniors. 2015 wechselte er zum Profiverein SC Wiener Neustadt. Sein Profidebüt gab er am 3. Spieltag 2015/16 gegen den SV Austria Salzburg.
Zur Saison 2016/17 wechselte er zum Regionalligisten FCM Traiskirchen. Zur Saison 2017/18 wechselte er dann ins Burgenland zum fünftklassigen SV Loipersbach. Zur Saison 2018/19 zog er weiter zum viertklassigen SC Bad Sauerbrunn.
Seit November 2021 ist Bachler beruflich an der Deutschen Schule Helsinki tätig. Deshalb verließ er den österreichischen Fußball und spielte ab Februar 2022 für den FC Germania Helsinki in der Vitonen, der sechsten finnischen Liga. Zum Ende der Saison stieg er mit der Mannschaft im Herbst 2022 in die Nelonen auf und im folgenden Herbst wieder in die Vitonen ab.